# James Fadiman
James Fadiman (Nova Iorque, 27 de maio de 1939) é um escritor americano conhecido por sua pesquisa sobre microdosagem de psicodélicos. Ele foi cofundador do Instituto de Psicologia Transpessoal, que mais tarde se tornou a Universidade de Sófia.

## Primeiros anos
Fadiman nasceu na cidade de Nova York em uma família judia e cresceu em Bel Air. Seu pai, William Fadiman, foi produtor, editor de histórias, e crítico de livros em Hollywood, um de seus créditos sendo The Last Frontier. Sua mãe, Vera Racolin, era uma socialite, ex-modelo e filantropa conhecida por seu apoio de caridade a inúmeras causas, incluindo a American Cancer Society, a American Heart Association, a American Rescue League e o Boys & Girls Club. Seus avós paternos, Isadore e Grace Fadiman, e seus avós maternos, Mandel e Natalie (Natasha) Racolin, eram imigrantes judeus russos que se estabeleceram na cidade de Nova York perto da virada do século XX.

## Pesquisa e contracultura psicodélica
Fadiman recebeu o título de Bacharel em Artes pela Universidade Harvard em 1960 e o título de Mestre e Doutor (ambos em psicologia) pela Universidade de Stanford, o PhD em 1965. Enquanto estava em Paris em 1961, seu amigo e ex-orientador de graduação de Harvard Ram Dass (então conhecido como Richard Alpert) o apresentou à psilocibina.
Como estudante de pós-graduação em Stanford, Fadiman foi o guia de LSD de Stewart Brand na primeira viagem de LSD de Brand em 1962, na Fundação Internacional de Estudos Avançados de Myron Stolaroff em Menlo Park, Califórnia. Enquanto morava em Menlo Park, Fadiman e sua esposa eram vizinhos e amigos de Ken Kesey em Perry Lane.
Em 1963, Fadiman trabalhou no Centro de Pesquisa de Aumento de Stanford, uma divisão que fazia pesquisas sobre computação em rede. Ele também fez parte da equipe do experimento de psicodélicos na resolução de problemas da Fundação Internacional para Estudos Avançados, que foi abruptamente interrompido em 1966.
Fadiman é um defensor da microdosagem e coleta relatos anedóticos de quem a pratica.

### Psicologia transpessoal e teoria da personalidade
Fadiman e Robert Frager foram cofundadores do Instituto de Psicologia Transpessoal (hoje conhecido como Universidade de Sófia) em 1975.  Ele foi professor de estudos psicodélicos lá.
Fadiman foi presidente da Associação de Psicologia Transpessoal. Ele também foi diretor do Instituto de Ciências Noéticas de 1975 a 1977.
Em 1976, Fadiman e Frager publicaram um livro didático sobre teoria da personalidade, Personality and Personal Growth, que foi um dos primeiros a incorporar teorias orientais de personalidade juntamente com abordagens ocidentais e o primeiro do gênero a incluir capítulos sobre mulheres. Personality and Personal Growth foi republicado em sete edições a partir de 2012.